# Scylacosuchus
Scylacosuchus orenburgensis, Scylacosuchidae
Famille
Genre
Espèce
Scylacosuchus, seul représentant de la famille des Scylacosuchidae, est un genre fossile de thérapsides thérocéphales du Permien. C'était un euthérocéphale prédateur qui vivait à l'époque lopingienne. Ses fossiles ont été trouvés dans l'oblast d'Orenbourg en Russie et il n'est représenté que par son espèce type, Scylacosuchus orenburgensis.

## Classification
La famille des Scylacosuchidae est décrite en 2011 par Mikhaïl Feodosievitch Ivakhnenko (1947-2015),.
Le genre Scylacosuchus et l'espèce Scylacosuchus orenburgensis sont décrits en 1968 par le paléontologue russo-soviétique Leonid Petrovitch Tatarinov (1926-2011),.

### Fossiles
Selon Paleobiology Database en 2023, deux collections de fossiles sont référencées du Severodvinien supérieur du Permien moyen et supérieur en Russie.

### Publication originale
- [2011] (en) M. F. Ivakhnenko, « Permian and Triassic therocephals (Eutherapsida) of Eastern Europe », Paleontological Journal, vol. 45, no 9,‎ 2011, p. 981-1144.